# Továrna na stávkové zboží P. B. Branda
Továrna na stávkové zboží P. B. Branda je bývalý průmyslový areál v Praze na Smíchově, který stojí na rohu ulic Radlická a Bieblova.

## Historie
Roku 1912 si firma bratří Brandových dala na Smíchově postavit budovu továrny pro svoji výrobu tkaných rukavic, kterou původně provozovala v Bubenči. Secesní halu navrhla a realizovala stavební firma Josefa a Bohdana Bečkových.
Roku 1920 adaptoval Bohdan Bečka továrnu na dílny „Zemského spolku pro léčbu a výchovu mrzáků“. Spolek byl založen roku 1911 lékařem Rudolfem Jedličkou.
Areál je v provozu a slouží s menšími úpravami Výrobnímu družstvu invalidů.